# Episodi di Formula 1: Drive to Survive (quarta stagione)
La quarta stagione della serie televisiva Formula 1: Drive to Survive è stata distribuita su Netflix il 11 marzo 2022.
| nº | Titolo originale    | Titolo italiano         | Distribuzione USA | Distribuzione Italia |
| -- | ------------------- | ----------------------- | ----------------- | -------------------- |
| 1  | Clash of the Titans | Scontro fra titani      | 11 marzo 2022     | 11 marzo 2022        |
| 2  | Ace in the Hole     | Un asso nella manica    | 11 marzo 2022     | 11 marzo 2022        |
| 3  | Tipping Point       | Punto di svolta         | 11 marzo 2022     | 11 marzo 2022        |
| 4  | A Mountain to Climb | Una montagna da scalare | 11 marzo 2022     | 11 marzo 2022        |
| 5  | Staying Alive       | Staying Alive           | 11 marzo 2022     | 11 marzo 2022        |
| 6  | A Point to Prove    | Un punto da dimostrare  | 11 marzo 2022     | 11 marzo 2022        |
| 7  | Growing Pains       | Una crescita dolorosa   | 11 marzo 2022     | 11 marzo 2022        |
| 8  | Dances With Wolff   | La decisione di Wolff   | 11 marzo 2022     | 11 marzo 2022        |
| 9  | Gloves are Off      | Pronti alla lotta       | 11 marzo 2022     | 11 marzo 2022        |
| 10 | Hard Racing         | Corse difficili         | 11 marzo 2022     | 11 marzo 2022        |